# جيل مكدونالد
جيل مكدونالد (بالإنجليزية: Jill McDonald)‏ هي كاتِبة نيوزيلندية، ولدت في 30 أكتوبر 1927 في ويلينغتون في نيوزيلندا، وتوفيت في 2 يناير 1982.